# چینسلو بالسامو
شهر  چینسلو بالسامو (به ایتالیایی: Cinisello Balsamo) با جمعیت ۷۳٬۶۸۳ نفر  در استان میلان در ناحیه لمباردی در کشور ایتالیا واقع شده‌است.